# Ba đậu Đồng Nai
Ba đậu Đồng Nai hay cù đèn Đồng Nai (danh pháp Croton dongnaiensis) là một loài thực vật có hoa trong họ Đại kích. Loài này được Pierre ex Gagnep. mô tả khoa học đầu tiên năm 1921 publ. 1922.